# Barôn Litrôn
Baron Litron è una ballata popolare del XVIII secolo, con testo in lingua piemontese, ispirata alle gesta ed alla vita del barone Carlo Sigismondo Federico Guglielmo Von Leutrum, di cui narra in particolare l'episodio della visita di Carlo Emanuele III presso il suo letto di morte a Cuneo. La parte finale del brano ricorda il rifiuto di Leutrum di convertirsi per ragioni di comodo alla fede cattolica e di rimanere quindi coerentemente fedele alla propria confessione protestante.

## Esecuzioni
Il brano è stato inciso da molti artisti di area piemontese, tra cui Fausto Amodei nell'EP Il barone e la pastora (Dischi Ricordi, 1963), Gipo Farassino nell'album Le canssôn d' Porta Pila n° 3 (IPM, 1963), Roberto Balocco nell'album Le canssôn dla piola 3 (Fonit-Cetra, 1966) e Susy Picchio nel cd Ël piasì 'd canté (Bravo Records, 2001)
Nel 2022 Francesco Guccini l'ha inserita nel suo album Canzoni da intorto, nella rielaborazione effettuata da Roberto Balocco

## Testo
Baron Litron
Drinta 'd Turin, soldà e sgnor,

prinsi e marchèis, son 'n dolor:

tute le dame, tuti ij baron

pioro la mòrt 'd Baron Litron.
Soa Maestà, quand l'han contaje:

"Baron Litron l'é vnù malavi"

ciama per Coni sò carossé,

Baron Litron cor a trové.

A la Madòna, quand l'é rivà,

prima d'antré drinta 'n sità:

son-o bàudëtte, sparo canon

për arlegré barôn Litrôn.

Soa Maestà, quand l'é stàit là,

"Baron Litron, coma la va?",

"Sta maladìa a fa morì,

j'é pa speransa 'd podèj guarì".

Soa Maestà straca dël viage:

"Baron Litron, fate corage;

la Lea d'Angel improvisà

Baron Litron, 't arcòrde pa?

Deuve guarì da cost tò mal,

mi 't fasso sùbit prim general"!

"J'é pa ni re, ni general,

dnans a la mòrt gnente ch'a val".

"Ch'a costa pura qualonque dné,

Baron Litron, mi 't veuj salvé"!

"L'òr e l'argent, chi veule spende,

dnans a la mòrt valo pa gnente".

"Ma disme 'n pòch, Baron Litron,

veus-to pa meuire da bon cristian?

It batezerìa, 'l vësco 'd Turin

e mi vnirìa fé da parin"!

"Ringrassio tant Vòstra Coron-a,

diso na còsa, che Dio 'n përdon-a:

fede 'd barbèt, costum d'alman,

peusso nen meuire da bon cristian"!

"Ma vorìa fete d'onor ben gròss,

'n monument a Sant'Ambreus,

Costa sità, che mi l'hai salvà,

e tante vòlte scandalisà".

"Veuj pa ch'a 'm buta na lustra eterna

l'é mèj sotreme ant la Val Luserna;

con ij barbèt là 'm sotraran,

e là 'l me cheur s'arposerà tant".

Baron Litron l'é spirà adess,

tiro 'l fià longh tuti ij Fransèis!

Baron Litron a l'é spirà,

le fomne pioro, pioro ij sôldà.

Son-o le ciòche, tron-o ij canon,

a l'é spiraje Baron Litron!

Baron Litron a l'é spirà,

pioroma tuti, grand e masnà.